# Friedrich Carl Andreas
Friedrich Carl Andreas (14 de abril de 1846 em Batávia – 4 de outubro de 1930 em Göttingen) foi um orientalista de ascendência alemã, malaia e armênia (descendente da família real da Bagratuni ou Bagratida; em armênio: Բագրատունի). Ele foi o marido da psicanalista Lou Andreas-Salomé.
Recebeu sua educação em estudos iranianos e outras disciplinas orientais em várias universidades alemãs, obtendo seu doutorado na Erlangen em 1868 com uma tese sobre a língua pahlavi. Após a graduação, continuou sua pesquisa sobre pahlavi em Copenhague. A partir de 1875, passou vários anos conduzindo estudos de campo na Pérsia e na Índia, período durante o qual também trabalhou como chefe dos correios.
De 1883 a 1903, ele deu aulas particulares de turco e persa em Berlim, e depois tornou-se professor de filologia iraniana na Universidade de Göttingen. Lá, foi incumbido de decifrar fragmentos de manuscritos coletados pelas expedições alemãs de Turfan na China ocidental.
Não sendo um autor prolífico de livros, ele preferia compartilhar seu conhecimento com alunos e colegas oralmente. Seu foco principal eram as línguas iranianas em seu desenvolvimento desde a antiguidade até o presente; por exemplo, afegão, balúchi, osseta e línguas curdas. Ele também era profundamente familiarizado com sânscrito, hindustani, árabe, aramaico, hebraico, armênio e turco. Além disso, ele era considerado um excelente decifrador de manuscritos e inscrições. Devido aos seus talentos linguísticos, foi nomeado para a "Königlich Preußische Phonographische Kommission" (Comissão Fonográfica Real Prussiana). O propósito da comissão era registrar as aproximadamente 250 línguas faladas pelos prisioneiros nos campos de prisioneiros de guerra alemães durante a Primeira Guerra Mundial.